# Up Periscope!
Up Periscope! is een computerspel dat in 1986 werd uitgegeven voor de Commodore 64. De speler kan een duikboot besturen en moet door een veld met hindernissen varen.

## Platforms
| Jaar | Platform     |
| ---- | ------------ |
| 1986 | Commodore 64 |
| 1988 | Atari, DOS   |

## Ontvangst
| Beoordeeld door             | Jaar | Platform     | Score |
| --------------------------- | ---- | ------------ | ----- |
| Happy Computer              | 1987 | Commodore 64 | 65%   |
| Computer Gaming World (CGW) | 1991 | Commodore 64 | 60%   |
| Computer Gaming World (CGW) | 1991 | DOS          | 60%   |